# Maria Grazia Cucinottová
Maria Grazia Cucinottová (neřechýleně Maria Grazia Cucinotta; * 27. července 1968 Messina) je italská filmová i televizní herečka, režisérka, producentka, scenáristka a modelka.

## Kariéra
V roce 1987 byla finalistkou soutěže Miss Italia, pak vystupovala v televizní show Indietro tutta!, v roce 1990 debutovala ve filmu Vacanze di Natale '90, kde ji kvůli silnému sicilskému přízvuku dabovala Simona Izzová. Ztvárnila hlavní ženskou roli Beatrice ve filmu Massima Troisiho Pošťák, který byl v roce 1995 nominován na Oscara za nejlepší film, a bond girl Giuliettu ve filmu Jeden svět nestačí, namluvila italskou manželku Leváka Boba v seriálu Simpsonovi. Věnuje se také filmové produkci (povídkový film All the Invisible Children) a režii (Il maestro). V roce 2009 moderovala závěrečný ceremoniál benátského filmového festivalu, je ambasadorkou Světového potravinového programu, v roce 2013 se stala patronkou pochodu Gay Pride v Palermu.

## Soukromí
Měří 177 cm, její míry jsou 99-56-90.

## Filmografie
- 1990 Vacanze di Natale '90
- 1993 Bronzová těla 2
- 1994 Pošťák
- 1995 Den šelmy
- 1996 Italiani
- 1996 La signora della città
- 1997 Biblické příběhy: Šalamoun
- 1997 Čtvrtý král
- 1998 A Brooklyn State of Mind
- 1998 Druhá manželka
- 1999 Cesta do Cannes
- 1999 Jeden svět nestačí
- 2000 Příběh jedné noci
- 2000 Řezník, kněz a prostitutka
- 2001 Stregati dalla luna
- 2003 V moci pekla
- 2004 Miracolo a Palermo!
- 2004 Náš italský manžel
- 2004 Vanilka a čokoláda
- 2005 Neviditelné děti
- 2007 Last minute Maroko
- 2007 Pompeje
- 2008 Io non ci casco
- 2009 Nachové moře
- 2010 La Bella società
- 2010 Kouzlo na plátně
- 2011 Obřad
- 2014 Maldamore
- 2015 Babbo Natale non viene da Nord
- 2017 Into the Rainbow